# Hoplolabis idiophallus
Hoplolabis idiophallus är en tvåvingeart som först beskrevs av Evgenyi Nikolayevich Savchenko 1973.  Hoplolabis idiophallus ingår i släktet Hoplolabis och familjen småharkrankar. Inga underarter finns listade i Catalogue of Life.